# Rhonda Jones
Rhonda Jones (* 30. März 1979 in Bellshill) ist eine schottische ehemalige Fußballspielerin. Die Abwehrspielerin spielte von 1998 bis 2013 für die schottische Fußballnationalmannschaft und zuletzt 2016 für den schottischen Verein Glasgow Rangers.

## Karriere

### Verein
Rhonda Jones besuchte die Brannock High School und spielte zunächst mit 13 Jahren drei Jahre für die Motherwell Rovers und mit 16 Jahren bei Ayr United, wo sie zusammen mit der späteren schottischen Rekordtorschützin Julie Fleeting spielte. Im Jahr 2000 erhielt sie ein Stipendium der Florida Atlantic University und spielte für die Florida Atlantic Owls, wofür sie mehrere Auszeichnungen erhielt. Nach Abschluss des Studiums in Grafik-Design blieb sie in Florida und spielte in der USL W-League für Central Florida Krush, Cocoa Expos und Tampa Bay Hellenic. 2008 kehrte sie nach Schottland zurück und spielte für Hibernian Edinburgh mit denen sie 2010 den schottischen Pokal und 2011 den schottischen Ligapokal gewann. Danach folgte ein kurzes Engagement bei den Doncaster Rovers Belles für die zweite Saisonhälfte. Anschließend spielte sie wieder in Schottland, nun für Celtic. Seit 2015 spielt sie für Glasgow City LFC. Mit City erreichte sie in der UEFA Women’s Champions League 2014/15 das Viertelfinale. Dort waren sie aber gegen Paris Saint-Germain chancenlos.

### Nationalmannschaft
Für die schottische Fußballnationalmannschaft der Frauen debütierte Jones am 3. Mai 1998 gegen Estland in der Qualifikation für die WM 1999. Ihr erstes Länderspieltor erzielte sie am 17. April 1999 zum 1:1-Ausgleich gegen Nordkorea im Halbfinale des Albena-Cups. Das anschließende Elfmeterschießen gewannen die Schottinnen mit 3:0, verloren dann aber das Finale gegen Russland.
Wäbrend ihrer Universitätszeit in Florida spielte sie dann nicht für die Nationalmannschaft.
Im Dezember 2011 gehörte sie zu den schottischen Spielerinnen die für das Team GB in Betracht gezogen wurden, die das Vereinigte Königreich 2012 bei den Olympischen Spielen in London vertreten sollten. Letztlich wurde sie aber nicht berücksichtigt.
Am 9. Mai 2012 machte sie bei einem Freundschaftsspiel gegen Polen ihr 100. Länderspiel. Ihren letzten Einsatz hatte sie am 7. April 2013 gegen Wales. In 117 Länderspielen erzielte sie vier Tore.
Für eine EM- oder WM-Endrunde konnte sie sich mit Schottland nicht qualifizieren. In der Qualifikation für die EM 2009 scheiterten sie in den Playoffs an Russland, in der Qualifikation für die EM 2013 in den Playoffs durch ein Last-Minute-Tor an Spanien.

## Erfolge
- Schottischer Meister: 2015
- Schottischer Pokalsieger 2010 (mit Hibernian Edinburgh)
- Schottischer Ligapokal: 2011 (mit Hibernian Edinburgh) und 2015 (Glasgow City LFC)